# Пойл, Бад
Норман Роберт Пойл (англ. Norman Robert «Bud» Poile; 10 февраля 1924, Форт-Уильям, Онтарио, Канада – 4 января 2005, Ванкувер, Британская Колумбия, Канада) – бывший канадский хоккеист, правый крайний нападающий. Провёл 7 сезонов в Национальной хоккейной лиге, выступал за команды «Торонто Мэйпл Лифс», «Чикаго Блэкхокс», «Детройт Ред Уингз», «Нью-Йорк Рейнджерс» и «Бостон Брюинз».

## Игровая карьера
Бад Пойл начал свою хоккейную карьеру в юниорской хоккейной лиге в команде «Форт Уильям Рейнджерс». В 1942 году, в возрасте 18 лет, он подписывает первый профессиональный контракт с клубом «Торонто Мэйпл Лифс». Через год Пойл был призван на службу в Канадские вооружённые силы. После окончания Второй мировой войны он продолжил свою карьеру в «Торонто», с которым выиграл Кубок Стэнли 1947 года.
В сезоне 1947/48 Пойла обменяли в «Чикаго Блэкхокс», а через год в «Детройт Ред Уингз». В сезоне 1949/50 он снова сменил два клуба – «Нью-Йорк Рейнджерс» и «Бостон Брюинз», после чего отправился доигрывать в младшие лиги в качестве играющего тренера.
Во время расширения НХЛ в 1967 году, Пойл становится генеральным менеджером «Филадельфии Флайерз» и приобретает ключевых игроков, принёсших клубу в 1970-х два Кубка Стэнли. В 1970 году он переходит на должность генерального менеджера в команду «Ванкувер Кэнакс». В 1973 году Пойл присоединяется к ВХА, где трудится в качестве вице-президента лиги. В августе 1976 года он становится президентом Центральной хоккейной лиги, а в 1984-м комиссаром Международной хоккейной лиги.
В 1990 году Бад Пойл был введён в Зал хоккейной славы в Торонто.

## Семья
Бад является отцом генерального менеджера клуба НХЛ «Нэшвилл Предаторз» Дэвида Пойла.

## Награды и достижения
- Обладатель Кубка Стэнли: 1947
- Участник матчей всех звёзд НХЛ (2): 1947, 1948
- Обладатель Лестер Патрик Трофи: 1989
- Член Зала хоккейной славы в Торонто: 1990

## Клубная карьера
| 1940/41     | Форт Уильям Рейнджерс | ТБЮХЛ       | 17  | 25  | 10  | 35  | 14 | 2  | 3 | 2 | 5  | 4  |
| 1941/42     | Форт Уильям Рейнджерс | ТБЮХЛ       | 18  | 36  | 29  | 65  | 55 | 3  | 5 | 7 | 12 | 11 |
| 1942/43     | Торонто Мэйпл Лифс    | НХЛ         | 48  | 16  | 19  | 35  | 24 | 6  | 2 | 4 | 6  | 4  |
| 1943/44     | Торонто Мэйпл Лифс    | НХЛ         | 11  | 6   | 8   | 14  | 9  | –  | – | – | –  | –  |
| 1945/46     | Торонто Мэйпл Лифс    | НХЛ         | 9   | 1   | 8   | 9   | 0  | –  | – | – | –  | –  |
| 1946/47     | Торонто Мэйпл Лифс    | НХЛ         | 59  | 19  | 17  | 36  | 19 | 7  | 2 | 0 | 2  | 2  |
| 1947/48     | Торонто Мэйпл Лифс    | НХЛ         | 4   | 2   | 0   | 2   | 0  | –  | – | – | –  | –  |
| 1947/48     | Чикаго Блэк Хокс      | НХЛ         | 54  | 23  | 29  | 52  | 17 | –  | – | – | –  | –  |
| 1948/49     | Чикаго Блэк Хокс      | НХЛ         | 4   | 0   | 0   | 0   | 2  | –  | – | – | –  | –  |
| 1948/49     | Детройт Ред Уингз     | НХЛ         | 56  | 21  | 21  | 42  | 6  | 10 | 0 | 1 | 1  | 2  |
| 1949/50     | Нью-Йорк Рейнджерс    | НХЛ         | 27  | 3   | 6   | 9   | 8  | –  | – | – | –  | –  |
| 1949/50     | Бостон Брюинз         | НХЛ         | 39  | 16  | 14  | 30  | 6  | –  | – | – | –  | –  |
| Итого в НХЛ | Итого в НХЛ           | Итого в НХЛ | 311 | 107 | 122 | 229 | 91 | 23 | 4 | 5 | 9  | 8  |